# Vuelo 5682 de Total Linhas Aéreas
El Vuelo 5682 de Total Linhas Aéreas fue un vuelo de carga brasileño desde el Aeropuerto Eurico de Aguiar Salles hacia el Aeropuerto Internacional de São Paulo-Guarulhos, el Boeing 737 que operaba el vuelo, sufrió un incendio en pleno. La aeronave logró llegar al Aeropuerto Internacional de São Paulo-Guarulhos y realizó un aterrizaje de emergencia donde los dos pilotos a bordo fueron evacuados sin lesiones significativas, mientras que el 737 fue destruido por el fuego.

## Aeronave
La aeronave involucrada en el accidente era un Boeing 737-4Q8 (SF) fabricado en 1994 con registro PS-TLB con número de serie 26299. La aeronave estaba equipado con dos motores CFM International CFM56-3, el 737 era una variante de carga del Boeing 737-400. La aeronave había sido entregada inicialmente a Turkish Airlines el 19 de abril de 1994. En abril de 2000, el 737 fue entregado a Asiana Airlines. En mayo de 2024, fue transferido a Total Linhas Aéreas.

## Accidente
El vuelo 5682 despegó del Aeropuerto de Eurico de Aguiar Salles alrededor de las 23:34 hora local, con rumbo hacia el Aeropuerto Internacional de São Paulo-Guarulhos. Durante la aproximación final, se activó la alarma de incendio en la bodega de carga. Los pilotos declararon una emergencia y decidieron continuar con su rumbo hasta llegar a su destino, el  Aeropuerto Internacional de São Paulo-Guarulhos. Alrededor de las 00:37 se perdió el contacto por radio con el 737, aunque el transpondedor continuó emitiendo señal de radar con normalidad. A las 00:42 hora local, el 737 aterrizó en la pista 28L del Aeropuerto Internacional de São Paulo-Guarulhos, pero para ese entonces el controlador de tráfico aéreo  ya podía ver humo y llamas saliendo del fuselaje. Los pilotos a bordo apagaron los motores y luego salieron por las ventanas de la cabina. En un intento por evitar que el fuego se propagara, la puerta que conectaba la cabina con la área de carga no se utilizó. El 737 se quemó en la pista, y después de que el fuego se extinguió se pudieron observar grandes agujeros en la parte superior y en los lados del fuselaje. Según Correios, el 20% de la carga transportada fue destruida por el fuego, mientras que el resto fue retirado por los bomberos. Los vehículos de extinción de incendios del aeropuerto y cinco vehículos externos intervinieron para apagar las llamas a las 07:30 hora local y los restos del 737 carbonizado fueron retirados de la pista alrededor de las 09:10 hora local. La pista volvió a abrirse alrededor de las 12:30 hora local.

## Investigación
La investigación está a cargo del Centro de Investigación y Prevención de Accidentes Aeronáuticos (CENIPA). El 18 de noviembre de 2024, el CENIPA publicó un informe inicial sobre el accidente que confirmó lo que se sabe actualmente.
Horas después del accidente, Total Linhas Aereas publicó un comunicado sobre el accidente en el que confirmaron los informes de los medios de comunicación y agradecieron a los equipos de emergencias que ayudaron con el accidente.